# Palmarès des championnats de France de ski acrobatique
 (janvier 2023).
Palmarès des Championnats de France de Ski Acrobatique / Ski Freestyle

## Organisation
Chaque année, une station française organise cette compétition.
Les modes de sélection sont éditées par la FFS . 
Chaque titre se dispute sur une épreuve unique. Des médailles d'or, d'argent et de bronze sont décernées aux trois premiers de chaque épreuve. Les skieurs étrangers qui participent aux courses ne sont pas intégrés dans les classements spécifiques des championnats de France.

## Palmarès (épreuves actuelles)[2],[3]

### Hommes
| Année | Bosses                   | Bosses           | Slopestyle          | Big Air               | Skicross                  | Halfpipe               |
| Année | En individuel            | En parallèle     | Slopestyle          | Big Air               | Skicross                  | Halfpipe               |
| ----- | ------------------------ | ---------------- | ------------------- | --------------------- | ------------------------- | ---------------------- |
| 1980  | Éric Laboureix           | N/A              | N/A                 | N/A                   | N/A                       | N/A                    |
| 1981  |                          | N/A              | N/A                 | N/A                   | N/A                       | N/A                    |
| 1982  | Philippe Bron            | N/A              | N/A                 | N/A                   | N/A                       | N/A                    |
| 1983  | Philippe Bron            | N/A              | N/A                 | N/A                   | N/A                       | N/A                    |
| 1984  | Philippe Bron            | N/A              | N/A                 | N/A                   | N/A                       | N/A                    |
| 1985  |                          | N/A              | N/A                 | N/A                   | N/A                       | N/A                    |
| 1986  | Philippe Bron            | N/A              | N/A                 | N/A                   | N/A                       | N/A                    |
| 1987  | Éric Laboureix           | N/A              | N/A                 | N/A                   | N/A                       | N/A                    |
| 1988  | Edgar Grospiron          | N/A              | N/A                 | N/A                   | N/A                       | N/A                    |
| 1989  | Bruno Bertrand           | N/A              | N/A                 | N/A                   | N/A                       | N/A                    |
| 1990  | Youri Gilg               | N/A              | N/A                 | N/A                   | N/A                       | N/A                    |
| 1991  | Éric Berthon             | N/A              | N/A                 | N/A                   | N/A                       | N/A                    |
| 1992  | Edgar Grospiron          | N/A              | N/A                 | N/A                   | N/A                       | N/A                    |
| 1993  | Fabrice Ougier           | N/A              | N/A                 | N/A                   | N/A                       | N/A                    |
| 1994  | Youri Gilg               | N/A              | N/A                 | N/A                   | N/A                       | N/A                    |
| 1995  | Fabrice Ougier           | N/A              | N/A                 | N/A                   | N/A                       | N/A                    |
| 1996  | Youri Gilg               | Youri Gilg       | N/A                 | N/A                   | N/A                       | N/A                    |
| 1997  | Fabrice Ougier           | Johann Grégoire  | N/A                 | N/A                   | N/A                       | N/A                    |
| 1998  | Richard Gay              | Richard Gay      | N/A                 | N/A                   | N/A                       | N/A                    |
| 1999  | Johann Grégoire          | Johann Grégoire  | N/A                 | N/A                   | N/A                       | N/A                    |
| 2000  | Cédric Regnier-Lafforgue | Johann Grégoire  | N/A                 | N/A                   | N/A                       | N/A                    |
| 2001  | Richard Gay              | N/A              | N/A                 | N/A                   | N/A                       | N/A                    |
| 2002  | Laurent Niol             | N/A              | N/A                 | Florent Cuviller      | Guillaume Gonthier        | Laurent Favre          |
| 2003  | Guilbaut Colas           | N/A              | N/A                 | Aurélien Fornier      | Xavier Kuhn               | Florent Cuviller       |
| 2004  | N/A                      | Guilbaut Colas   | N/A                 | N/A                   | Xavier Kuhn               | Aurélien Fornier       |
| 2005  | Thibaut Apertet          | N/A              | N/A                 | N/A                   | Christian Crétier         | Mathias Wecxsteen      |
| 2006  | N/A                      | Silvan Palazot   | Guillaume Sbrava    | Loïc Collomb-Patton   | Christian Crétier         | Aurélien Fornier       |
| 2007  | N/A                      | Anthony Benna    | Thomas Krief        | N/A                   | Simon Bastelica           | Xavier Bertoni         |
| 2008  | Guilbault Colas          | N/A              | Antoine Debeauvais  | N/A                   | Sylvain Miaillier         | Joffrey Pollet-Villard |
| 2009  | N/A                      | Gabin Rodas      |                     | N/A                   | N/A                       |                        |
| 2010  | Anthony Benna            | Anthony Benna    | Olivier Fabre       | N/A                   | Thomas Krief              |                        |
| 2011  | Yohann Seigneur          | Anthony Benna    | Jessy Cornu         | N/A                   | N/A                       |                        |
| 2012  | Arnaud Burille           | Albert Bedouet   | Victor Berard       | N/A                   | Jonas Devouassoux         | Thomas Krief           |
| 2013  | Benjamin Cavet           | N/A              | Victor Berard       | N/A                   | N/A                       | N/A                    |
| 2014  | Benjamin Cavet           | N/A              | Jérémy Pancras      | N/A                   | Sylvain Miaillier         | N/A                    |
| 2015  | Benjamin Cavet           | Benjamin Cavet   | Quentin Ladame      | N/A                   | Jean-Frédéric Chapuis     | N/A                    |
| 2016  | Benjamin Cavet           | Sacha Theocharis | Axel Le Palabe      | N/A                   | Youri Duplessis Kergomard | N/A                    |
| 2017  | Benjamin Cavet           | Jules Escobar    | Antoine Adelisse    | N/A                   | Youri Duplessis Kergomard | N/A                    |
| 2018  | Sacha Theocharis         | Sacha Theocharis | Benoît Burrati      | Gaetan Carlier        | Bastien Midol             | N/A                    |
| 2019  | Sacha Theocharis         | Sacha Theocharis | Nathan Pecqueur Col | Dylan Guillaud-Magnin | Bastien Midol             | N/A                    |
| 2020  | N/A                      | N/A              | N/A                 | Antoine Adelisse      | Bastien Midol             | N/A                    |
| 2021  | N/A                      | N/A              | N/A                 | Antoine Adelisse      |                           | N/A                    |
| 2022  | Benjamin Cavet           | Sacha Theocharis | Timothé Sivignon    | N/A                   | Morgan Guipponi Barfety   | N/A                    |
| 2023  |                          |                  |                     |                       |                           |                        |

### Femmes
| Année | Bosses             | Bosses             | Slopestyle     | Big Air        | Skicross                 | Halfpipe       |
| Année | En individuel      | En parallèle       | Slopestyle     | Big Air        | Skicross                 | Halfpipe       |
| ----- | ------------------ | ------------------ | -------------- | -------------- | ------------------------ | -------------- |
| 1980  | Isabelle Dourlhies | N/A                | N/A            | N/A            | N/A                      | N/A            |
| 1981  |                    | N/A                | N/A            | N/A            | N/A                      | N/A            |
| 1982  | Catherine Frarier  | N/A                | N/A            | N/A            | N/A                      | N/A            |
| 1983  | Catherine Frarier  | N/A                | N/A            | N/A            | N/A                      | N/A            |
| 1984  | Catherine Frarier  | N/A                | N/A            | N/A            | N/A                      | N/A            |
| 1985  |                    | N/A                | N/A            | N/A            | N/A                      | N/A            |
| 1986  | Catherine Frarier  | N/A                | N/A            | N/A            | N/A                      | N/A            |
| 1987  | Raphaëlle Monod    | N/A                | N/A            | N/A            | N/A                      | N/A            |
| 1988  | Raphaëlle Monod    | N/A                | N/A            | N/A            | N/A                      | N/A            |
| 1989  | Fanny Caspar       | N/A                | N/A            | N/A            | N/A                      | N/A            |
| 1990  | A. Collomb-Clerc   | N/A                | N/A            | N/A            | N/A                      | N/A            |
| 1991  | Cathy Fechoz       | N/A                | N/A            | N/A            | N/A                      | N/A            |
| 1992  | Raphaëlle Monod    | N/A                | N/A            | N/A            | N/A                      | N/A            |
| 1993  | Anne Cattelin      | N/A                | N/A            | N/A            | N/A                      | N/A            |
| 1994  | Raphaëlle Monod    | N/A                | N/A            | N/A            | N/A                      | N/A            |
| 1995  | Candice Gilg       | N/A                | N/A            | N/A            | N/A                      | N/A            |
| 1996  | Candice Gilg       | Violaine Schneider | N/A            | N/A            | N/A                      | N/A            |
| 1997  | Candice Gilg       | Candice Gilg       | N/A            | N/A            | N/A                      | N/A            |
| 1998  | Kathleen Allais    | Kathleen Allais    | N/A            | N/A            | N/A                      | N/A            |
| 1999  | Lucile Bacchi      | Marie Jouval       | N/A            | N/A            | N/A                      | N/A            |
| 2000  | Kathleen Allais    | Kathleen Allais    | N/A            | N/A            | N/A                      | N/A            |
| 2001  | Kathleen Allais    | N/A                | N/A            | N/A            | N/A                      | N/A            |
| 2002  | Sophie Gaiddon     | N/A                | N/A            | Marie Martinod | Valentine Scuotto        | Marie Martinod |
| 2003  | Bérénice Grégoire  | N/A                | N/A            | N/A            | Ophélie David            | Marie Andrieux |
| 2004  | N/A                | Sandra Laoura      | N/A            | N/A            | Alizée Boulangeat        | Maria Opelz    |
| 2005  | Sandra Laoura      | N/A                | N/A            | N/A            | Ophélie David            | Anaïs Caradeux |
| 2006  | N/A                | Sandra Laoura      |                | Marie Martinod | Ophélie David            | Katia Griffith |
| 2007  | N/A                | Alizée Boulangeat  |                | N/A            | Meryll Boulangeat        | Anaïs Caradeux |
| 2008  | Fanny Groult       | N/A                |                | N/A            | Ophélie David            | Anaïs Caradeux |
| 2009  | N/A                | Fanny Groult       |                | N/A            | N/A                      |                |
| 2010  | Julia Charton      | Julia Charton      |                | N/A            | Marion Josserand         | Anaïs Caradeux |
| 2011  | Alizée Boulangeat  | Alizée Boulangeat  | Mégane Collomb | N/A            | N/A                      |                |
| 2012  | Léa Bouard         | Léa Bouard         |                | N/A            | Aude Aguilaniu           | Marie Martinod |
| 2013  | Perrine Laffont    | N/A                | Charlie Ledeux | N/A            | N/A                      | N/A            |
| 2014  | Perrine Laffont    | N/A                | Émilie Cruz    | N/A            | Ophélie David            | N/A            |
| 2015  | Perrine Laffont    | Perrine Laffont    | Tess Ledeux    | N/A            | Alizée Baron             | N/A            |
| 2016  | Perrine Laffont    | Perrine Laffont    | Tess Ledeux    | N/A            | Alizée Baron             | N/A            |
| 2017  | Perrine Laffont    | Perrine Laffont    | Lou Barin      | N/A            | Laury Marullaz           | N/A            |
| 2018  | Perrine Laffont    | Perrine Laffont    | Tess Ledeux    | Tess Ledeux    | Marielle Berger Sabbatel | N/A            |
| 2019  | Perrine Laffont    | Perrine Laffont    | Tess Ledeux    | Lou Barin      | Marielle Berger Sabbatel | N/A            |
| 2020  | N/A                | N/A                | N/A            | Tess Ledeux    | Marielle Berger Sabbatel | N/A            |
| 2021  | N/A                | N/A                | N/A            | Tess Ledeux    | N/A                      | N/A            |
| 2022  | Perrine Laffont    | Perrine Laffont    | N/A            | N/A            | Jade Grillet-Aubert      | N/A            |
| 2023  |                    |                    |                |                |                          |                |

## Palmarès (épreuves anciennes)[2]
| Année | Ballet             | Combiné            | Saut Acrobatique     |
| 1980  | Jacques Poillion   | Éric Laboureix     | Jésus Gutteriez      |
| 1981  |                    |                    |                      |
| 1982  | Jacques Poillion   |                    |                      |
| 1983  | Éric Laboureix     | Éric Laboureix     | Éric Laboureix       |
| 1984  | Jacques Poillion   | Éric Laboureix     | Jean-Marc Bacquin    |
| 1985  |                    | Éric Laboureix     |                      |
| 1986  | Éric Laboureix     | Éric Laboureix     | Jean-Marc Bacquin    |
| 1987  | Éric Laboureix     | Éric Laboureix     | Didier Méda          |
| 1988  | Alexandre Bouvarel | Alexandre Bouvarel | Didier Méda          |
| 1989  | Youri Gilg         | Youri Gilg         | Jean-Marc Bacquin    |
| 1990  | Fabrice Becker     | Serge Heulluy      | Jean-Marc Bacquin    |
| 1991  | Fabrice Becker     | Éric Laboureix     | Jean-Marc Bacquin    |
| 1992  | Fabrice Becker     | Cédric Grand       | Jean-Marc Bacquin    |
| 1993  | Fabrice Becker     | ??                 | N/A                  |
| 1994  | N/A                | N/A                | Alexis Blanc         |
| 1995  | N/A                | N/A                | N/A                  |
| 1996  | N/A                | N/A                | Sébastien Foucras    |
| 1997  | N/A                | N/A                | Sébastien Mermet     |
| 1998  | N/A                | N/A                | Jean-Damien Climonet |
| 1999  | N/A                | N/A                | Sébastien Mermet     |
| 2000  | N/A                | N/A                | Aurélien Lohrer      |

| Année | Ballet                | Combiné           | Saut Acrobatique  |
| 1980  | Christiane Parquet    | Catherine Frarier | Catherine Frarier |
| 1981  |                       |                   |                   |
| 1982  | Patricia Picard       |                   |                   |
| 1983  | Christine Rossi       | Catherine Frarier | Catherine Frarier |
| 1984  | Christine Rossi       | Catherine Frarier | Catherine Frarier |
| 1985  |                       |                   |                   |
| 1986  | Christine Rossi       | Véronique Granier | Catherine Lombard |
| 1987  | Christine Rossi       | Véronique Granier | Catherine Lombard |
| 1988  | Christine Rossi       | Véronique Granier | Catherine Lombard |
| 1989  | Cathy Féchoz          | Fanny Caspar      | Catherine Lombard |
| 1990  | Cathy Féchoz          | Anne Cattelin     | Candice Gilg      |
| 1991  | Cathy Féchoz          | Anne Cattelin     | Catherine Lombard |
| 1992  | Cathy Féchoz          | Anne Cattelin     | Anne Cattelin     |
| 1993  | Stephanie Tartinville | ??                | N/A               |
| 1994  | N/A                   | N/A               | Nathalie Chauvel  |
| 1995  | N/A                   | N/A               | N/A               |
| 1996  | N/A                   | N/A               | Émilie Cochet     |
| 1997  | N/A                   | N/A               | Cécile Delhumeau  |
| 1998  | N/A                   | N/A               | Céline Peillex    |
| 1999  | N/A                   | N/A               | Cécile Delhumeau  |
| 2000  | N/A                   | N/A               | Cécile Delhumeau  |